# كوريدروس بلاتس منقطة
كوريدروس بلاتس منقطة (باللاتينية: Monodactylus argenteus)، تنتمي لعائلة كالشيتايدي. منشأها من حوض نهر بارانا السفلي والأنهار الساحلية في أوروغواي والبرازيل.